# Данг (аэропорт)
Аэропорт Данг (англ. Dang Airport), (ИАТА: DNP, ИКАО: VNDG), также известный как аэропорт Тулсипур и аэропорт Таригаун, — непальский аэропорт, обслуживающий коммерческие авиаперевозки городов Тулсипур и Таригаун (район Данг, Рапти). Находится в двух километрах к югу от Тулсипура и в 23 километрах к западу от Трибхуваннагара — крупнейшего города в долине Данг

## Общие сведения
Аэропорт расположен на высоте 640 метров над уровнем моря и эксплуатирует одну взлётно-посадочную полосу размерами 832х30 метров с асфальтовым покрытием.